# دوري كرة القدم الأمريكية 1938–39
دوري كرة القدم الأمريكية 1938–39 هو موسم من دوري كرة القدم الأمريكية ‏. فاز فيه Kearny Scots ‏.